# Метрополитен Тэгу
Метрополитен Тэгу — система метро южнокорейского города Тэгу. Третий по размеру и времени открытия метрополитен в стране. На всех станциях установлены либо автоматические платформенные ворота, либо платформенные раздвижные двери.

## История
При строительстве метро на одной из станций в 1995 году из-за взрыва газовой магистрали произошёл пожар, погибло более 100 человек и ещё около 100 получили различные ранения.
Метрополитен открыт 26 ноября 1997 года первой линией с юго-запада на северо-восток города длиной 10,3 км с 14 станциями. Линия была продлена на 14,6 км с 15 станциями в мае 1998 года и на 1 км с 1 станцией в мае 2002 года.
В 2003 году из-за поджога душевнобольным произошла одна из крупнейших в мире катастроф в метро — сильный пожар в метро города Тэгу, унёсший около 200 жизней и здоровье ещё около 150 человек. После этого функционирование метро было приостановлено на несколько месяцев.
Вторая линия с запада на восток города длиной 28 км с 26 станциями открыта в октябре 2005 года и была продлена на 3,4 км и 3 станции в сентябре 2012 года.
В 2014 году открыта монорельсовая третья линия.

## Система
- Первая (красная) линия — 32 станции, 28,4 км.[1]
- Вторая (зелёная) линия — 29 станций, 31,4 км.[1]
- Третья линия (жёлтая) — 30 станций, 23,95 км. (монорельсовая).
- Кольцевая четвёртая линия — планируется.

Разовый билет включает бесплатную пересадку с метро на автобус в течение часа.

## Перспективы
Кольцевая четвёртая линия планируется в виде автоматизированного лёгкого метро.
Рассматривается также предложение продлить первую линию на восток в примыкающий соседний город Кёнсан.

## Галерея
- Платформа станции 1 линии Панвольдан[англ.]
- Платформа станции Seolhwa–Myeonggok[англ.]
- Платформа станции Jeongpyeong[англ.]
- Платформа станции Paldal[англ.]
- Путевой станционный указатель на станции Чунанно[англ.]
- В вагоне
- Подземная торговая галерея при станции Панвольдан[англ.]
- Оформление стены вестибюля станции Yeungnam University[англ.]
- Оформление стены вестибюля станции Seobu Bus[англ.]
- Турникеты в вестибюле станции Chilseong Market[англ.]
- Билетные автоматы
- Павильонный уличный вход и указатель на станции Dongdaegu[англ.]
- Простой уличный вход-спуск на станцию Чунанно[англ.]